# PlanetRomeo
A PlanetRomeo (korábbi nevén: GayRomeo) nemzetközi internetes fórum, csevegő- és ismerkedőoldal meleg, biszexuális és transznemű férfiaknak. A honlapot 2002 októberében hozta létre a berlini PlanetRomeo GmbH, név szerint Jens Schmidt és Manuel Abraham. A PlanetRomeónak saját (2016. júliusi) adatai szerint  1 752 376 aktív felhasználója volt világszerte,  egyben ez az internet egyik legnagyobb csevegő- és ismerkedőszolgáltatása meleg, biszexuális és transznemű férfiaknak.
Német eredete folytán a PlanetRomeo legtöbb felhasználója a német nyelvterület országaiból, Németországból, Ausztriából és Svájcból érkezik. 2011 november 15. óta a honlap magyarul is használható, tartalma eddig összesen 22 nyelven érhető el (az előbbi két nyelv mellett angolul, csehül, franciául, görögül, hollandul, indonézül, japánul, kínaiul, koreaiul, lengyelül, olaszul, oroszul, portugálul, románul, spanyolul, svédül, szerbül, thaiul, törökül és vietnámiul – a hindi és a tagalog nyelvű felület ugyanakkor megszűnt), így a német nyelvterületen kívüli felhasználók száma is jelentős.
A PlanetRomeo nemzetközi szolgáltatásainak bővítése és a fiatalkorúakat védő, aránylag szigorú német törvényekkel való jogi problémák elkerülése végett a PlanetRomeót 2006 szeptembere óta az amszterdami székhelyű PlanetRomeo B.V. üzemelteti.

## Társadalmi lefedettsége és hatása
Németországban a regisztrált felhasználók nagy száma miatt a PlanetRomeót gyakran „melegnyilvántartó hivatalnak” (schwules Einwohnermeldeamt) vagy „kék oldalaknak” is nevezik (az Arany Oldalak címjegyzék mintájára). Bár nyilván nem mindegyik meleg van regisztrálva a PlanetRomeón, a honlap szinte minden társadalmi és szakmai réteget elér, és a legkülönfélébb embereket foglalja magában. Szatirikus utalásként a náciknak az 1930-as években készített listáira a homoszexuálisokról, a TAZ német lap bejelentette: „Újra itt vannak a rózsaszín listák”.
Akárcsak az általános internethasználat, a PlanetRomeo használata is kor, képzettség és más tényezők függvényében változó. Egyes politikusokról is ismert, hogy ezt a honlapot használják, így például Volker Beck, a német parlament tagja (zöld párt) a 2005-ös választási kampány során virtuális fogadóórákat adott a PlanetRomeón.

### Jelenléte a melegvilágban
A csevegő- és ismerkedőoldalak, többek közt a PlanetRomeo növekvő népszerűsége nagy hatással volt a melegek és biszexuálisok társas viselkedésére és szubkultúrájára. A hagyományos ismerkedőhelyek ma már jóval kevésbé forgalmasak, és az internetes ismerkedés előtérbe kerülése (az internet terjedése mellett) a biztonság iránti igény növekedését is jelzi. Sokan szeretik még a személyes találkozás előtt, online csevegés útján egyeztetni, mennyire illenek össze az ágyban.
A webes szolgáltatások előretörésével a melegbárok és -szaunák is vesztettek népszerűségükből az elmúlt években. E két tendencia nem feltétlen függ össze közvetlenül; vélhetőleg más társadalmi tényezők is közrejátszanak, mint az áremelkedés, a népesség öregedése és a melegek nagyobb fokú beilleszkedése a társadalomba. Az elmúlt évtizedben minden bizonnyal a nagy volumenű partik népszerűségnövekedése is hátrányosan érinthette a kisebb bárokat.

### Az elszigetelődés ellensúlyozása
A webes szolgáltatások, így a PlanetRomeo növekvő népszerűsége is többek közt bizonyára abban rejlik, hogy állandóan elérhetőek ismerkedésre és szexre nyitott emberek, akár otthon, munkahelyen, szállodában vagy internetkávézóban vagyunk, bárhol is tartózkodunk éppen a világban. Egyes viselkedéselméletek szerint a PlanetRomeo és a hasonló weboldalak hozzájárulnak az egyén elszigetelődéséhez, és egyfajta függőséghez is vezethetnek. Ezen elméletek szerint az internetfüggők elhanyagolják társas kapcsolataikat a „valódi” világban, s nem teremtenek közben kielégítő új ismeretségeket, illetve nem tartják fenn ezeket. A hasonló érdeklődésű új ismerősökre szert tenni akaró eredeti indíték a barátok véget nem érő keresgéléséhez vezethet.
Az érem másik oldala viszont az, hogy a PlanetRomeo és a hasonló honlapok életmentő összeköttetést jelenthetnek az elszigetelt vidékeken, városokban vagy akár országokban élőknek, ahol nincs melegélet, vagy csak minimális van. A kisvárosokban, falvakban élőknek különösen fontosak lehetnek ezek a weboldalak, hiszen máskülönben jóval kevésbé lelhetnek rá más melegekre a környéken.

## A PlanetRomeo vitatott pontjai

### Valós és hamis identitás
Ismert probléma a webes közösségekben a valótlan felhasználói lapok kérdése. Az internet arctalan természete hamis vagy fiktív profilok létrehozását is lehetővé teszi. Leggyakrabban az életkor és a testalkat terén jelennek meg téves adatok, de retusált vagy más személyt ábrázoló fényképek is előfordulhatnak a lapon. Egyes felhasználók több különböző profilt is létrehozhatnak más és más érdeklődést, hangulatot kifejezve. A valótlan identitások kiszűréséhez a PlanetRomeo olyan interaktív rendszert alkalmaz, amellyel a felhasználók megjelölhetik egymás profilját, mint akik „személyesen ismerik” az illetőt. Minél többen mentették el „ismertként” a profilt, annál megbízhatóbbnak tekinthető a lap és a tulajdonosa. A PlanetRomeón megjelenő félrevezető elemeket egy felhasználói visszajelző rendszer révén is be lehet jelenteni, és rövid időn belül eltávolítják őket a honlapról.

### Biztonságosabb szex
A meleg-ismerkedőoldalakon kutatások szerint nagyobb az esélye a HIV-vel és más szexuális úton terjedő betegségekkel való fertőzésnek, mint a partnerkeresés egyéb módjainál. A PlanetRomeo ezzel szemben kiemelt helyen nyújt részletes tájékoztatást a biztonságosabb szexről, a védekezés nélküli szex veszélyeiről és más szexuálisan terjedő betegségekről.
A honlap ezenkívül megadja a HIV/AIDS-témájú támogató csoportok és szervezetek elérhetőségét Németországban, Ausztriában és Svájcban. Nem cenzúrázzák a nem biztonságos szexet hirdető felhasználói lapokat, de mindenkinek lehetősége van megadni a profiljában a biztonságosabb szexszel kapcsolatos álláspontját, jelölve, hogy mindig vagy sosem élnek ezzel, illetve hogy ez náluk személyes megbeszélés függvénye.
A honlapon elérhető egészségügyi információk mellett a PlanetRomeo 2007 februárjában elindított egy élő, online egészségügyi tanácsadó szolgáltatást, együttműködésben a HIV/AIDS-ügyekkel foglalkozó németországi civilszervezettel (Deutsche AIDS-Hilfe). Az online segítők képzésen vesznek részt az egészség és annak megőrzése terén, és minden felhasználói kérdést bizalmasan kezelnek. A felhasználóknak ily módon a Deutsche AIDS-Hilfe meleghelyeken végzett munkájával egyező szintű szolgáltatást nyújtanak.

## A PlanetRomeo használata

### Személyes profilok
A honlap használatához a felhasználók egyedi profilt hozhatnak létre, amely jellemzően a külsejük egyszerű leírásából, valamint egy-két saját fotójukból áll. A szexuális preferenciákat, a kulturális érdeklődést és a hobbikat szintén meg lehet adni. A PlanetRomeo kizárólag a 18 éves vagy annál idősebb (meleg, biszexuális vagy transznemű) férfiak számára nyújt szolgáltatást: más felhasználók profiljait törlik, akárcsak a kereskedelmi vagy törvénytelen tartalmú profilokat is.
A személyes profil célja, hogy a felhasználót a valóságnak megfelelően és egyszersmind megnyerően mutassa be a többieknek online csevegés, ismerkedés vagy szex céljából. A PlanetRomeót sokan nem annyira a szexpartnerkeresés eszközének tekintik, mint inkább a barátkozás és a barátokkal való kapcsolattartás egy újabb formájának.
A PlanetRomeo nem csevegőszoba a szó hagyományos értelmében: a két tag közt váltott üzeneteket a többiek nem látják, és egy ember csak egy adott másik embernek üzenhet; működése tehát az azonnali üzenetküldő rendszerekhez hasonló. Az ingyenesen regisztrált felhasználók (több más hasonló ismerkedőoldallal ellentétben) korlátlan számban küldhetnek és fogadhatnak üzeneteket, viszont az abbamaradt, és továbbá nem megtekintett írásokat a rendszer törli a tárhelye korlátozottsága miatt.

### Klubok és útikalauzok
A PlanetRomeón a személyes üzenetküldés mellett klub- és útikalauz-profilok létrehozására is lehetőség van, melyek révén más úton lehet hasonló érdeklődésű melegekkel kapcsolatba lépni. Egy bizonyos melegbár vagy -szauna törzsvendégei például hozzákapcsolhatják személyes profiljukat az adott hely klub- vagy útikalauz-profiljához. Egy-egy klub tagjai az illető klub fórumában vagy hírlevélben értesíthetik egymást a hírekről, ill. témákat beszélhetnek meg. Léteznek klubok pártok tagjainak, vallások követőinek és egyes cégek alkalmazottainak. Más klubok inkább a szex vagy bizonyos fétisek körül szerveződnek, mint például a nagy fülűeket kedvelők férfiaké. Pop- és filmsztároknak, valamint a komolyzenének is akadnak rajongói csoportjaik.

### Közösségi információk
A melegek közösség szellemét tükrözve a PlanetRomeón további tájékoztatás is fellelhető a biztonságos szex és az egészségügyi kérdések mellett többek közt az előbújásról, valamint hivatkoznak a melegsajtó és a melegszervezetek képviselőire.

### „Plusz” felhasználók
Egyes további szolgáltatások azoknak a felhasználóknak vannak fenntartva, akik egy úgynevezett „plusz” fokozatra váltanak: ezek közé a lehetőségek közé tartozik a profil kinézetének testreszabása, a képkereső funkció és az SSL-lel titkosított bejelentkezés. Ennek a szintnek bizonyos havidíja van. Mivel a PlanetRomeo szinte teljesen mentes a reklámoktól, a honlapot főként e „plusz” felhasználókból tartják fenn.

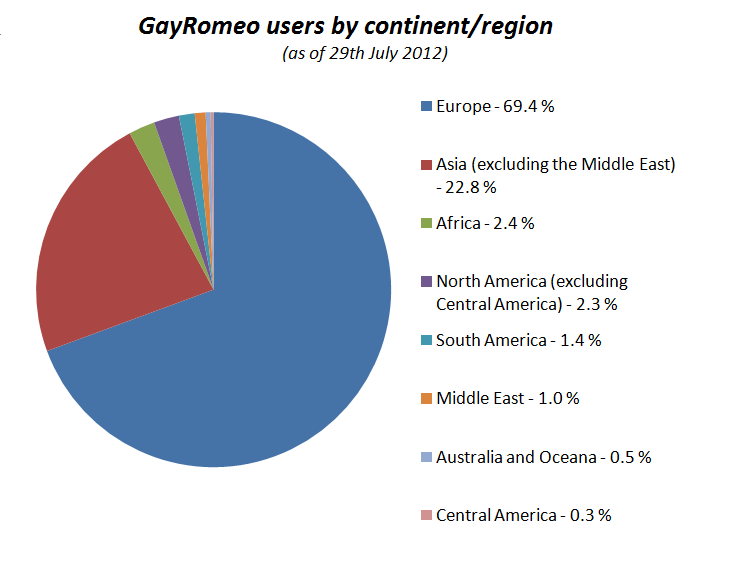
A PlanetRomeo felhasználóinak földrész/régió szerinti megoszlása (a 2012. július 29-i állapot szerint)

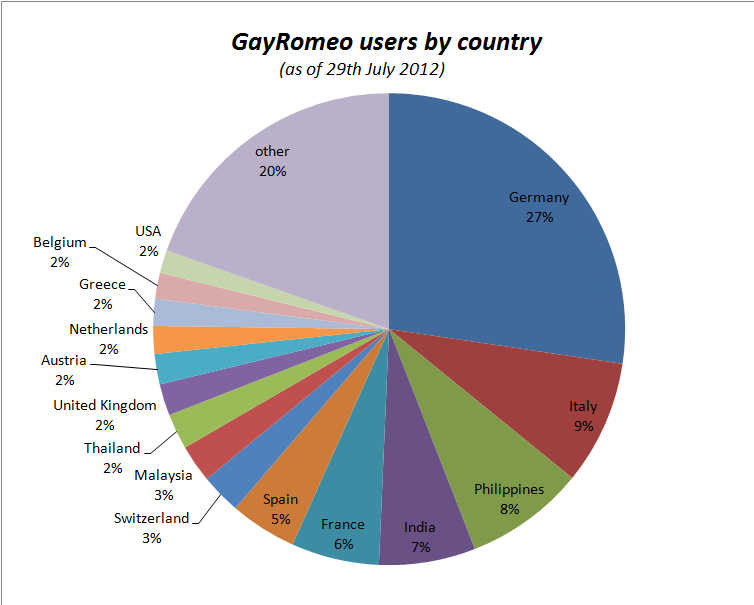
A PlanetRomeo felhasználóinak ország szerinti megoszlása (a 2012. július 29-i állapot szerint)

## Aktív tagok országonként
Aktív tagok országonként és arányuk a népességhez (országok legalább 10 felhasználóval):
| Ország                 | Aktív tagok | Össz- népes- ség | Aktív tagok aránya (ezrelék) |
| ---------------------- | ----------- | ---------------- | ---------------------------- |
| Németország            | 450 138     | 81 770 900       | 5,5                          |
| Olaszország            | 151 750     | 60 665 551       | 2,5                          |
| India                  | 139 353     | 1 292 454 215    | 0,11                         |
| Fülöp-szigetek         | 122 375     | 103 358 000      | 1,18                         |
| Franciaország          | 119 793     | 64 606 640       | 1,85                         |
| Spanyolország          | 63 108      | 46 438 422       | 1,36                         |
| Svájc                  | 45 173      | 8 341 600        | 5,42                         |
| Görögország            | 38 945      | 10 858 018       | 3,59                         |
| Ausztria               | 38 029      | 8 725 931        | 4,36                         |
| Hollandia              | 36 188      | 17 022 860       | 2,13                         |
| Am. Egy. Államok       | 35 200      | 324 082 000      | 0,11                         |
| Belgium                | 35 062      | 11 319 511       | 3,1                          |
| Egyesült Kir.          | 33 761      | 65 110 000       | 0,52                         |
| Thaiföld               | 27 581      | 65 337 818       | 0,42                         |
| Malajzia               | 25 455      | 31 423 844       | 0,81                         |
| Románia                | 23 466      | 19 861 000       | 1,18                         |
| Magyarország           | 22 677      | 9 823 000        | 2,31                         |
| Lengyelország          | 22 604      | 38 437 239       | 0,59                         |
| Törökország            | 19 719      | 78 741 053       | 0,25                         |
| Szerbia                | 14 966      | 7 076 372        | 2,11                         |
| Marokkó                | 14 821      | 33 337 529       | 0,44                         |
| Brazília               | 14 538      | 206 212 495      | 0,07                         |
| Indonézia              | 13 901      | 258 705 000      | 0,05                         |
| Horvátország           | 11 428      | 4 190 669        | 2,73                         |
| Egyesült Arab Em.      | 11 337      | 9 856 000        | 1,15                         |
| Szingapúr              | 9 903       | 5 535 000        | 1,79                         |
| Kína                   | 7 703       | 1 385 661 888    | 0,01                         |
| Mexikó                 | 7 568       | 122 273 473      | 0,06                         |
| Csehország             | 7 260       | 10 558 524       | 0,69                         |
| Oroszország            | 6 902       | 146 599 183      | 0,05                         |
| Bulgária               | 6 883       | 7 153 784        | 0,96                         |
| Kanada                 | 6 562       | 36 155 487       | 0,18                         |
| Portugália             | 6 450       | 10 341 330       | 0,62                         |
| Svédország             | 6 256       | 9 894 888        | 0,63                         |
| Ausztrália             | 6 105       | 24 131 215       | 0,25                         |
| Szaúd-Arábia           | 5 659       | 32 248 200       | 0,18                         |
| Ghána                  | 5 370       | 27 670 174       | 0,19                         |
| Finnország             | 5 007       | 5 491 817        | 0,91                         |
| Algéria                | 4 914       | 40 400 000       | 0,12                         |
| Kolumbia               | 4 849       | 48 784 744       | 0,1                          |
| Bosznia- Hercegovina   | 4 485       | 3 531 159        | 1,27                         |
| Szlovénia              | 4 195       | 2 064 188        | 2,03                         |
| Vietnám                | 4 123       | 92 700 000       | 0,04                         |
| Norvégia               | 3 610       | 5 223 256        | 0,69                         |
| Ciprus                 | 3 539       | 847 000          | 4,18                         |
| Dánia                  | 3 383       | 5 717 014        | 0,59                         |
| Írország               | 3 196       | 4 757 976        | 0,67                         |
| Kuba                   | 3 149       | 11 239 004       | 0,28                         |
| Tunézia                | 3 107       | 11 154 400       | 0,28                         |
| Japán                  | 3 086       | 126 990 000      | 0,02                         |
| Tajvan (Kínai Közt.)   | 3 022       | 23 508 362       | 0,13                         |
| Izrael                 | 2 961       | 8 527 400        | 0,35                         |
| Elefántcsont- part     | 2 939       | 22 671 331       | 0,13                         |
| Kamerun                | 2 924       | 22 709 892       | 0,13                         |
| Argentína              | 2 737       | 43 590 400       | 0,06                         |
| Szlovákia              | 2 680       | 5 426 252        | 0,49                         |
| Macedónia              | 2 588       | 2 071 278        | 1,25                         |
| Luxemburg              | 2 547       | 576 200          | 4,42                         |
| Peru                   | 2 522       | 31 488 700       | 0,08                         |
| Dél-afrikai Közt.      | 2 266       | 55 653 654       | 0,04                         |
| Egyiptom               | 2 109       | 91 293 284       | 0,02                         |
| Ukrajna                | 2 065       | 42 673 911       | 0,05                         |
| Litvánia               | 2 046       | 2 869 690        | 0,71                         |
| Srí Lanka              | 1 875       | 20 966 000       | 0,09                         |
| Lettország             | 1 839       | 1 961 600        | 0,94                         |
| Észtország             | 1 785       | 1 315 944        | 1,36                         |
| Chile                  | 1 720       | 18 191 900       | 0,09                         |
| Katar                  | 1 647       | 2 477 113        | 0,66                         |
| Dél-Korea              | 1 633       | 50 801 405       | 0,03                         |
| Málta                  | 1 621       | 425 384          | 3,81                         |
| Kenya                  | 1 576       | 47 251 000       | 0,03                         |
| Montenegró             | 1 509       | 621 810          | 2,43                         |
| Szenegál               | 1 475       | 14 799 859       | 0,1                          |
| Kuvait                 | 1 470       | 4 183 658        | 0,35                         |
| Mauritius              | 1 459       | 1 262 879        | 1,16                         |
| Benin                  | 1 383       | 10 653 654       | 0,13                         |
| Grúzia                 | 1 301       | 3 720 400        | 0,35                         |
| Venezuela              | 1 244       | 31 028 700       | 0,04                         |
| Ecuador                | 1 200       | 16 562 901       | 0,07                         |
| Új-Zéland              | 1 115       | 4 704 195        | 0,24                         |
| Libanon                | 1 086       | 5 988 000        | 0,18                         |
| Izland                 | 1 012       | 334 300          | 3,03                         |
| Kambodzsa              | 965         | 15 626 444       | 0,06                         |
| Nigéria                | 953         | 186 988 000      | 0,01                         |
| Koszovó                | 945         | 1 836 978        | 0,51                         |
| Omán                   | 768         | 4 407 992        | 0,17                         |
| Dominikai Közt.        | 749         | 10 075 045       | 0,07                         |
| Albánia                | 705         | 2 886 026        | 0,24                         |
| Nepál                  | 684         | 28 431 500       | 0,02                         |
| Réunion                | 678         | 843 529          | 0,8                          |
| Irak                   | 674         | 37 883 543       | 0,02                         |
| Pakisztán              | 653         | 194 281 700      | 0                            |
| Jordánia               | 622         | 9 531 712        | 0,07                         |
| Costa Rica             | 599         | 4 890 379        | 0,12                         |
| Irán                   | 592         | 79 411 600       | 0,01                         |
| Moldova                | 585         | 3 553 100        | 0,16                         |
| Bahrein                | 542         | 1 404 900        | 0,39                         |
| Togo                   | 526         | 7 143 000        | 0,07                         |
| Panama                 | 492         | 3 814 672        | 0,13                         |
| Tanzánia               | 486         | 48 775 567       | 0,01                         |
| Fehérorosz- ország     | 469         | 9 498 700        | 0,05                         |
| Mianmar                | 436         | 51 419 420       | 0,01                         |
| Laosz                  | 435         | 6 492 400        | 0,07                         |
| Guatemala              | 416         | 16 176 133       | 0,03                         |
| Burkina Faso           | 378         | 19 034 397       | 0,02                         |
| Madagaszkár            | 372         | 22 434 363       | 0,02                         |
| Banglades              | 348         | 161 105 084      | 0                            |
| Mali                   | 324         | 18 135 000       | 0,02                         |
| Azerbajdzsán           | 309         | 9 730 500        | 0,03                         |
| Etiópia                | 309         | 92 206 005       | 0                            |
| Uruguay                | 299         | 3 480 222        | 0,09                         |
| Nicaragua              | 297         | 6 262 703        | 0,05                         |
| Brunei                 | 296         | 411 900          | 0,72                         |
| Bolívia                | 296         | 10 985 059       | 0,03                         |
| Kongói Közt.           | 292         | 4 741 000        | 0,06                         |
| Uganda                 | 291         | 36 860 700       | 0,01                         |
| Kazahsztán             | 285         | 17 753 200       | 0,02                         |
| Gabon                  | 271         | 1 802 278        | 0,15                         |
| Líbia                  | 269         | 6 385 000        | 0,04                         |
| Örményország           | 266         | 2 994 400        | 0,09                         |
| Gambia                 | 253         | 1 882 450        | 0,13                         |
| Maldív-szk.            | 250         | 344 023          | 0,73                         |
| Puerto Rico            | 245         | 3 474 182        | 0,07                         |
| Namíbia                | 240         | 2 324 388        | 0,1                          |
| Paraguay               | 228         | 6 854 536        | 0,03                         |
| Salvador               | 224         | 6 520 675        | 0,03                         |
| Martinique             | 219         | 378 243          | 0,58                         |
| Guadeloupe             | 210         | 400 132          | 0,52                         |
| Kongói Dem. Közt.      | 206         | 85 026 000       | 0                            |
| Andorra                | 193         | 78 014           | 2,47                         |
| Curaçao                | 182         | 154 843          | 1,18                         |
| Niger                  | 179         | 20 715 000       | 0,01                         |
| Ruanda                 | 178         | 11 553 188       | 0,02                         |
| Honduras               | 174         | 8 576 532        | 0,02                         |
| Új-Kaledónia           | 170         | 268 767          | 0,63                         |
| Mauritánia             | 169         | 3 718 678        | 0,05                         |
| Liechtenstein          | 167         | 37 623           | 4,44                         |
| Francia Guyana         | 167         | 254 541          | 0,66                         |
| Guinea                 | 155         | 12 947 000       | 0,01                         |
| Seychelle-szk.         | 145         | 91 400           | 1,59                         |
| Suriname               | 145         | 541 638          | 0,27                         |
| Szudán                 | 144         | 39 598 700       | 0                            |
| Szíria                 | 135         | 18 564 000       | 0,01                         |
| Jemen                  | 128         | 27 478 000       | 0                            |
| Angola                 | 121         | 25 831 000       | 0                            |
| Mongólia               | 113         | 3 096 075        | 0,04                         |
| Dzsibuti               | 101         | 900 000          | 0,11                         |
| Üzbegisztán            | 99          | 31 807 000       | 0                            |
| Bhután                 | 96          | 776 230          | 0,12                         |
| Afganisztán            | 92          | 27 657 145       | 0                            |
| Jamaica                | 91          | 2 723 246        | 0,03                         |
| San Marino             | 89          | 33 005           | 2,7                          |
| Zambia                 | 89          | 15 933 883       | 0,01                         |
| Grönland               | 88          | 55 847           | 1,58                         |
| Csád                   | 87          | 14 497 000       | 0,01                         |
| Egyenlítői- Guinea     | 84          | 1 222 442        | 0,07                         |
| Trinidad és Tobago     | 84          | 1 349 667        | 0,06                         |
| Mozambik               | 80          | 26 423 700       | 0                            |
| Fr. Polinézia          | 78          | 271 800          | 0,29                         |
| Aruba                  | 77          | 107 394          | 0,72                         |
| Zimbabwe               | 75          | 14 240 168       | 0,01                         |
| Szamoa                 | 67          | 194 899          | 0,34                         |
| Burundi                | 61          | 10 114 505       | 0,01                         |
| Fidzsi-szk.            | 59          | 867 000          | 0,07                         |
| Kelet-Timor            | 58          | 1 167 242        | 0,05                         |
| Kirgizisztán           | 58          | 6 047 800        | 0,01                         |
| Haiti                  | 56          | 11 078 033       | 0,01                         |
| Saint-Martin           | 53          | 36 457           | 1,45                         |
| Mikronéziai Szöv. Áll. | 52          | 102 800          | 0,51                         |
| Comore-szk.            | 50          | 806 153          | 0,06                         |
| Bahama-szk.            | 44          | 378 040          | 0,12                         |
| Zöld-foki Közt.        | 44          | 531 239          | 0,08                         |
| Libéria                | 44          | 4 615 000        | 0,01                         |
| Közép-afrikai Közt.    | 44          | 4 998 000        | 0,01                         |
| Sint Maarten           | 43          | 38 247           | 1,12                         |
| Türkmenisztán          | 41          | 4 751 120        | 0,01                         |
| Sierra Leone           | 40          | 7 075 641        | 0,01                         |
| Barbados               | 39          | 285 000          | 0,14                         |
| Guyana                 | 38          | 746 900          | 0,05                         |
| Pápua Új-Guinea        | 37          | 8 083 700        | 0                            |
| Belize                 | 36          | 370 300          | 0,1                          |
| Bermuda                | 29          | 61 954           | 0,47                         |
| Botswana               | 28          | 2 230 905        | 0,01                         |
| Dél-Szudán             | 27          | 12 131 000       | 0                            |
| Szomália               | 26          | 11 079 000       | 0                            |
| Kajmán-szk.            | 25          | 58 238           | 0,43                         |
| Am. Virgin-szk.        | 22          | 106 000          | 0,21                         |
| Bissau-Guinea          | 22          | 1 547 777        | 0,01                         |
| Malawi                 | 22          | 16 832 910       | 0                            |
| Palau                  | 19          | 17 950           | 1,06                         |
| Tádzsikisztán          | 18          | 8 593 600        | 0                            |
| Feröer                 | 15          | 49 376           | 0,3                          |
| Saint Lucia            | 15          | 186 000          | 0,08                         |
| Észak-Korea            | 14          | 25 281 000       | 0                            |
| Antigua és Barbuda     | 13          | 86 295           | 0,15                         |
| Vanuatu                | 13          | 277 500          | 0,05                         |
| Tonga                  | 12          | 103 252          | 0,12                         |
| Saint Kitts és Nevis   | 11          | 46 204           | 0,24                         |
| Salamon-szk.           | 11          | 642 000          | 0,02                         |
| Grenada                | 10          | 103 328          | 0,1                          |
| Szváziföld             | 10          | 1 132 657        | 0,01                         |
| Világszerte            | 1 752 376   | 7 400 000 000    | 0,24                         |
| 2016. július 26.       |             |                  |                              |

## Fordítás
- Ez a szócikk részben vagy egészben  a   GayRomeo című angol Wikipédia-szócikk ezen változatának fordításán alapul.  Az eredeti cikk szerkesztőit annak laptörténete sorolja fel. Ez a jelzés csupán a megfogalmazás eredetét és a szerzői jogokat jelzi, nem szolgál a cikkben szereplő információk forrásmegjelöléseként.